# Osterzell
Osterzell – miejscowość i gmina w południowych Niemczech, w kraju związkowym Bawaria, w rejencji Szwabia, w regionie Allgäu, w powiecie Ostallgäu, wchodzi w skład wspólnoty administracyjnej Westendorf. Leży w Allgäu, około 15 km na północny wschód od Marktoberdorfu.

## Demografia
| Rok  | Liczba mieszk. |
| ---- | -------------- |
| 1970 | 607            |
| 1987 | 615            |
| 2000 | 657            |

## Polityka
Wójtem gminy jest Johann Strohhacker, poprzednio stanowisko to obejmował Josef Fleschutz. Rada gminy składa się z 8 osób.
|      | CSU/FWG | Verein Offene Gemeindepolitik/Wählergruppe | Razem |
| 2008 | 6       | 2                                          | 8     |
| 2002 | 6       | 2                                          | 8     |

## Oświata
W Osterzell znajduje się przedszkole (50 miejsc i 31 dzieci).